# Union Sportive Fecampoise
El Union Sportive Fecampoise es un equipo de baloncesto francés con sede en la ciudad de Fecamp, que compite en la NM2, la cuarta competición de su país, tras subir de la NM3. Disputa sus partidos en el Gymnase Jules Ferry.